# Пискарёвский путепровод
Пискарёвский путепрово́д — автодорожный балочный путепровод через железнодорожные пути станции Пискарёвка Октябрьской железной дороги в Калининском районе Санкт-Петербурга.

## Расположение
Путепровод расположен в створе Пискарёвского проспекта. С северной стороны к путепроводу примыкают Меншиковский и Волго-Донской проспекты, чуть дальше — проспект Непокорённых и Шафировский проспект, с южной стороны — Брюсовская улица и Куракина улица.
По путепроводу проложены трамвайные пути (маршруты № 9, 38 и 51) и троллейбусная линия (маршруты № 8, 16, 18 и 38).

## История
В 1930-х годах взамен железнодорожного переезда был построен деревянный путепровод. В 1953—1956 годах по проекту инженера «Ленгипротрансмоста» С. И. Дмитриева он был заменён железобетонным балочным. В 1969 году в связи с продлением трамвайной линии к новым жилым кварталам, расположенным в Калининском и Выборгском районах, по проекту инженера «Ленгипроинжпроекта» Б. Э. Дворкина рядом был построен путепровод для трамвайного движения.
В сентябре 2006 года путепровод был закрыт на реконструкцию. Проект, который предусматривал полной демонтаж старого путепровода и строительство нового, был разработан инженерами ЗАО «Институт Гипростроймост — Санкт-Петербург» Д. В. Никитиным и С. П. Пятченко. Работы по строительству путепровода выполняло СУ-3 ЗАО «Трест Ленмостострой» под руководством инженера В. Н. Шарапова. Демонтаж конструкций старого путепровода выполняла компания ЗАО «ПО «Возрождение» с использованием методики алмазно-канатного пиления. Демонтажные работы выполнялись без остановки движения поездов. Перенос распиленных блоков опоры осуществлялся железнодорожным краном ЕДК 1000 грузоподъёмностью 125 т. Открытие движения по путепроводу состоялось 27 декабря 2007 года. Полностью работы были завершены в 2008 году. В результате реконструкции проезжая часть была расширена с четырёх до шести полос движения, сооружён разделительный бордюр между встречными потоками.

## Конструкция
Путепровод трёхпролётный сталежелезобетонный балочный неразрезной. Состоит из трёх отдельных путепроводов под каждое направление движения автотранспорта (три полосы движения) и под два трамвайных пути (трамвайный путепровод), одинаковых по конструкции и схеме разбивки на пролёты. Пролётное строение металлическое, с железобетонной плитой проезжей части. Промежуточные опоры стоечные, из монолитного железобетона. Подходы выполнены в виде насыпей в подпорных стенах. Общая длина путепровода — 104,12 м (вместе с подходами — 322,3 м), ширина — 30,5 м.